# Friday Night Live
Friday Night Live was een radioprogramma op de Nederlandse zender Radio 538 dat werd gepresenteerd door Barry Paf en Froukje de Both. Het programma werd uitgezonden op vrijdag tussen 18.00 en 21.00 uur. Voorheen presenteerde De Both dit programma jarenlang samen met Niels Hoogland onder de naam Niels & Froukje.
Op 31 augustus 2012 was de laatste uitzending van Friday Night Live, omdat Froukje de Both het station ging verlaten voor een nieuwe programmering. Op 7 september 2012 ging Frank Dane met De Frank en Vrijdag Show op dit tijdstip presenteren.

## Vaste onderdelen

### Weekendklapper
Hierin mochten de luisteraars aanvragen welke plaat in deze programma kwam. Het nummer moest bijzonder zijn om het weekend in te luiden.

### Showbizznews
Hierin vertelde Froukje alle nieuwsfeiten die met showbizz mee te maken had. Het nieuws ging over de afgelopen week.

### Top 40 Classic
Hierin stuurde een luisteraar een nummer in dat in de Top 40 heeft gestaan. Ook mocht de luisteraar een verklaring geven waarom hij of zij graag wou luisteren, de luisteraar mocht ook de plaat aankondigen.

### Speciale gast
Hierin kwam bijna elke week een speciale gast op bezoek, die iets bijzonders vertelde of een nieuw nummer ten gehore bracht.

### Pak je Covers
Hierin kwam er een coverband op bezoek die een bekend liedje zong. De luisteraars mochten via hun mobiel stemmen of ze meer van deze band wilden. 

### Weekendagenda
Hierin werd er verteld wat er in aankomende weekend een leuke uitgaansplek of een leuke activiteit te doen was.

## Voormalige onderdelen

### Friday Night Live bij The voice of Holland
Hierin ging Friday Night Live live een backstageshow doen vanuit Studio 22. Tussen 18.00 en 20.00 uur presenteerden Mark Labrand en Froukje de Both de reguliere show, maar er kwamen ook kandidaten van The voice of Holland langs. Ook werden er vragen gesteld aan de luisteraars om prijzen ermee te kunnen winnen. Tussen 20.00 en 00.00 uur presenteerde Barry Paf en Jens Timmermans het tweede deel. De liveshow van The voice of Holland werd live op de radio uitgezonden. Voor de liveshow en tijdens de reclame ging Barry Paf met de kandidaten spreken die al geweest waren. Jens Timmermans ging door de studio met de kandidaten, de jury's en de presentator spreken.

### Dodenherdenking
Op 4 mei 2012 was de dodenherdenking. Radio 538 en Friday Night Live werden om 20.00 uur twee minuten tijdelijk stilgelegd zodat de luisteraars konden herdenken. 

### DILF Awards
Naast de MILF Awards van Ruuddewild.nl was er ook DILF Awards 2012. Hierin was een verkiezing voor de lekkerste vaders van Nederland. Luisteraars konden stemmen via de website van Radio 538. De winnaar van het DILF Awards 2012 was Jan Kooijman. De overige genomineerden waren Xander de Buisonjé, Charly Luske, Afrojack en Rafael van der Vaart.